# Fédération française de jeu de dames
La Fédération française de jeu de dames (FFJD) est une association qui a pour but la pratique, l’étude et la diffusion du jeu de dames en conformité avec ses règles internationales.
Affiliée à la Fédération mondiale du jeu de dames (World Draughts Federation), la FFJD organise chaque année des championnats de France à cadence lente, semi-rapide et rapide et ce dans plusieurs catégories d'âge.
Les meilleurs Français et Françaises sont accompagnés au Championnat d'Europe et au Championnat du monde.
Les épreuves de la Coupe de France par équipe récompensent également chaque année le meilleur club.
C'est la Fédération qui assure le classement national des joueurs et décerne les titres de Maître FFJD, de Maître National et de Grand-Maître National. Elle est aussi dotée d'un conseil technique du problème qui décerne les titres de Maître et Grand Maître problémiste.

## Historique
En 1923, l'abandon définitif de la règle du « souffler n'est pas jouer » (qui laissait la possibilité aux joueurs de ne pas prendre en contrepartie du sacrifice de la pièce prenante) a scellé la fusion entre les deux fédérations françaises de jeu de dames qui s'étaient affrontées pendant des décennies sur sa reconnaissance,.
La Fédération française de jeu de dames a été fondée sous le régime de la loi du 1er juillet 1901 et publiée au journal officiel le 30 mai 1937.
Elle a depuis reçu l'agrément jeunesse et éducation populaire.
En 2021, la FFJD a signé une convention avec le ministère de l'Éducation nationale pour une durée de trois ans
.

## Organisation
La FFJD s'appuie sur l'action territoriale des ligues régionales, qui fédèrent elles-mêmes plusieurs dizaines de clubs.
L'assemblée générale de la FFJD, réunie une fois par an à l'occasion du Championnat de France, est composée d'une représentation des clubs affiliés à la fédération.
Le bureau fédéral, composé de 11 membres dont le président de la FFJD, est l'organe exécutif chargé de la mise en application des décisions prises en assemblée générale et de la gestion courante.

## Présidents de laFFJD[8]
- Daniel Boisseau (1937-1970)
- Michel Leclercq (1970-1973)
- Georges Aubier (1973-1975)
- Georges Post (1975-1978)
- Jacques Vigné (1978-1979)
- André Gérard (1979-1980)
- Jacques Aubertin (1981-1984)
- Gérard Sallabéry (1985-1992)
- Henri Cordier (1992-1996)
- Henri Macaux (1997-2002)
- Jean D’almeida (2003-2019)
- Jacques Hannachi (2020-2022)
- Arnaud Bouyrie (2022-2023)
- Anthony Alavoine (2024-...)

## Publications
La FFJD édite depuis janvier 2020 la revue trimestrielle Le Jeu de dames. Ce périodique, au format papier et numérique, a pour but de montrer ce sport de l'esprit sous ses différentes facettes, y compris les autres formes de jeux de dames pratiquées dans le monde.
La précédente revue fédérale, L'Effort, exista de 1948 à 2008.
La FFJD a édité depuis sa création de nombreux ouvrages traitant du jeu dont elle réalise la vente, ainsi que celle du matériel.

## Formation et diplômes
La FFJD délivre le diplôme d'animateur de la FFJD (DAF).